# Claudia De Angelis
Claudia De Angelis (Anagni, 5 aprile 1675 – Roma, 29 giugno 1715) è stata una religiosa italiana, fondatrice del Monastero della carità di Anagni, trasformato nel 1949 nella congregazione religiosa delle Suore cistercensi della carità.
Buona parte della sua vita è stata ricostruita grazie alla biografia redatta (si conserva ancora il manoscritto autografo) dal sacerdote Giovanni Marangoni, che fu padre spirituale e forte sostenitore della De Angelis. Fu riconosciuta Serva di Dio il 26 giugno 1820, con la celebrazione del primo processo ordinario.

## Biografia
Claudia De Angelis nacque ad Anagni da Alessandro De Angelis ed Elisabetta Spinelli, entrambi discendenti di famiglie un tempo nobili, ma all'epoca già decadute. Quartogenita di sei figli (di cui tre morti poco dopo la nascita), crebbe con il fratello maggiore Ambrogio Nicolò (che diventò in seguito sacerdote) e il fratello minore Pietro Paolo. Fin dalla nascita soffrì di salute cagionevole, anche a causa della trascuratezza da parte della madre, e fu vittima di vari incidenti che la posero a rischio di morte. Anche per questo motivo, fu cresimata l'8 settembre 1678, all'età di soli tre anni.
Intorno all'età di 10 anni, ebbe la prima visione (che De Angelis chiamò in seguito «accidenti») di Gesù che le parlò di «sposalizio celeste». La visione viene collocata dal Marangoni pochi giorni dopo la sua prima comunione. Ebbe poi quotidiane apparizioni di Santa Caterina da Siena, che diventerà poi la sua "maestra spirituale", per i successivi dieci anni circa. I suoi concittadini mostrarono a più riprese di non credere a queste visioni, da cui veniva «comunemente tenuta per storditella» e «sciocca di mente e di poco cervello» - giudizi questi che la De Angelis non contestò mai apertamente, volendo mantenere uno stile di vita piuttosto umile e nascosto. A 15 anni circa fu oggetto delle attenzioni del proprio zio Giovanni Battista Spinelli: di fronte al suo reiterato rifiuto, lo zio iniziò a screditare la figura della giovane presso la famiglia e i concittadini.
Nel 1696, De Angelis incontrò per la prima volta quello che diventerà il suo primo direttore spirituale, padre Filippo Ciammaricone da Sezze. De Angelis, durante la confessione, chiese insistentemente al padre di diventare «sua penitente stabile» e di seguire la sua educazione spirituale. Di fronte all'iniziale esitazione di padre Ciammaricone, De Angelis mostrò di conoscere estremamente a fondo la vita del religioso, che affermò «che solamente da Dio poteva aver avuti quei lumi» e, pertanto, decise di accettare la sua richiesta. L'anno successivo, la giovane fu colta da una fortissima febbre che la portò quasi sul punto di morte. Secondo quanto riportato da Marangoni, fu la decisione di De Angelis, presa insieme al suo confessore e guida spirituale, di dedicarsi alla cura degli altri a produrre la sua guarigione miracolosa.
Già a partire dal 1698, alcune giovani dei dintorni di Anagni iniziarono a seguirla e a costituire un primo gruppo di preghiera. Contemporaneamente, si verificarono i primi atti di avversione da parte del fratello Pietro Paolo, che prima tentò di limitare i suoi spostamenti e perfino di uccidere padre Ciammaricone, fino a giungere nel gennaio 1699 ad aperte accuse di eresia e stregoneria (in parte dovuto all'utilizzo, che il Raspa descrive essere avvenuto «spesso effettivamente in maniera eccessiva», di strumenti di penitenza). L'indagine condotta dal Sant'Uffizio si concluse tuttavia con una sentenza di innocenza. La notte di Natale di quell'anno scelse definitivamente di consacrare la propria vita alla religione, indossando segretamente lo scapolare domenicano.
Il 12 luglio 1700, un'educanda del vicino monastero di Santa Chiara tentò il suicidio: condotta ancora viva nella Chiesa di San Pancrazio, la giovane venne assolta in articulo mortis con il probabile aiuto e conforto di De Angelis. La sua presenza nella chiesa diede però adito a dicerie su una sua eventuale presenza nel monastero all'atto del tentato suicidio (smentita poi nel 1702 da ulteriori indagini da parte del Sant'Uffizio).
Il giorno di Natale del 1700 fece la promessa di istituire, durante un'estasi, «un luogo pio a guisa di conservatorio, nel quale con vita particolare si promuovesse la gloria di Dio e s'istruissero le fanciulle». La Scuola Pia della Carità (primo nucleo dell'ordine delle Suore cistercensi della carità) nacque il 25 maggio 1709 e fu posto sotto protezione pontificia nel 1713 da Papa Clemente XI.
La religiosa continuò nei suoi atti di cura dei malati e dei poveri, ma nonostante questo i rapporti con la famiglia e con la cittadinanza non migliorarono col tempo: continui dubbi sulla sua condotta venivano messi in giro dai suoi compaesani e perfino dallo zio (che arrivò ad accusarla falsamente di essere rimasta incinta del suo padre spirituale), mentre il fratello minore Pietro Paolo in particolare la picchiò in molte occasioni, proprio a causa delle maldicenze a cui lui prestava credito. Nonostante questo, De Angelis e le sue compagne strette di preghiera accettarono di andare a vivere con lo zio della religiosa: questa coabitazione diede spunto a ulteriori maldicenze, che portarono Pietro Paolo De Angelis a minacciare lo Spinelli stesso di morte. In seguito al terremoto del 1703, tuttavia, molti dei suoi compaesani chiesero perdono per le maldicenze sia a lei, sia al suo confessore.
Nel marzo 1703, Claudia De Angelis si trasferì insieme a suo fratello Ambrogio a Marino, dove soggiornò fino al 1705, per poi trasferirsi a Roma. Nel febbraio 1706, ebbe una nuova recrudescenza della malattia che la portò nuovamente in punto di morte: in quella occasione conobbe quello che diventò il suo secondo direttore spirituale, padre Giovanni Marangoni. Nuovamente guarita, continuò le sue opere di carità nella capitale pontificia, stringendo amicizie con vari religiosi del luogo e in particolare con don Carlo Testè, altra figura che a lei sarà molto legata.
In seguito a un nuovo peggioramento di salute (agosto 1712), si decise il suo trasferimento a Segni, dove il vescovo Filippo Michele Ellis le chiese di costituire una nuova scuola. La casa che le viene concessa è però estremamente fredda e spoglia, portando il Marangoni a spendere oltre sessanta scudi per poter aiutare la religiosa. Pochi mesi dopo, De Angelis ottenne la possibilità di tornare ad Anagni subito dopo la Pasqua, ma le condizioni di salute della religiosa subirono un nuovo aggravamento che le proibì qualsiasi attività. Il ritorno fu dunque differito a maggio del 1713, quando i lavori per la costruzione dell'edificio che avrebbe ospitato la Scuola Pia della Carità erano iniziati da qualche giorno. Le operazioni vennero rese difficili dalle continue opposizioni della curia e del fratello Pietro Paolo, dalle continue sospensioni dei lavori e dalle sempre più frequenti ricadute di salute di De Angelis, che iniziarono anche a fiaccarla nell'animo.
Il 9 gennaio 1714, De Angelis dettò la prima versione del suo testamento, su preciso consiglio di monsignor Gregorio Lauri, in cui confermò la sua volontà di completare la costruzione della scuola (anche per contrastare le minacce del fratello minore di distruggerla alla sua morte). Il 10 febbraio 1715, venne dettato un nuovo testamento che annullò quello precedente. Di lì a giugno, le condizioni della religiosa peggiorarono in via definitiva: le ultime tre settimane di vita vennero segnate da piaghe di decubito e incapacità di mangiare e bere, fino alla morte sopraggiunta intorno alle 17 del 29 giugno, in presenza del fratello Ambrogio, del padre spirituale Marangoni e di vari altri seguaci.
Il corpo fu poi portato il giorno successivo nella chiesa di Santa Sabina sull'Aventino, dove fu tumulata.; dal 1952 riposa in un locale adiacente alla chiesa del suo monastero, ad Anagni.